# Challenger de León 2015
El torneo Challenger Ficrea 2015 es un torneo profesional de tenis. Pertenece al ATP Challenger Series 2015. Se disputó su 13.ª edición sobre superficie dura, en León, México entre el 6 de abril y el 12 de abril de 2015.

## Jugadores participantes del cuadro de individuales
| Favorito | País                      | Jugador                  | Rank1 | Posición en el torneo |
| -------- | ------------------------- | ------------------------ | ----- | --------------------- |
| 1        | Bandera de España         | Adrián Menéndez-Maceiras | 126   | FINAL                 |
| 2        | Bandera de Colombia       | Alejandro Falla          | 133   | Semifinales           |
| 3        | Bandera de Estados Unidos | Rajeev Ram               | 139   | Segunda ronda         |
| 4        | Bandera de Estados Unidos | Austin Krajicek          | 146   | CAMPEÓN               |
| 5        | Bandera de Argentina      | Horacio Zeballos         | 148   | Semifinales           |
| 6        | Bandera de Polonia        | Michał Przysiężny        | 149   | Primera ronda         |
| 7        | Bandera de Austria        | Gerald Melzer            | 168   | Cuartos de final      |
| 8        | Bandera de Estados Unidos | Chase Buchanan           | 173   | Segunda ronda         |

- 1 Se ha tomado en cuenta el ranking del 23 de marzo de 2015.

### Otros participantes
Los siguientes jugadores recibieron una invitación (wild card), por lo tanto ingresan directamente al cuadro principal (WC):
- Kevin Jack Carpenter
- Lucas Gómez
- Tigre Hank
- Alan Núñez Aguilera

Los siguientes jugadores ingresan al cuadro principal tras disputar el cuadro clasificatorio (Q):
- Nicolás Barrientos
- Kevin King
- Adam El Mihdawy
- Caio Zampieri

## Campeones

### Individual Masculino
- Austin Krajicek derrotó en la final a  Adrián Menéndez-Maceiras,  6–7(3–7), 7–6(7–5), 6–4

### Dobles Masculino
- Austin Krajicek /  Rajeev Ram derrotaron en la final a  Guillermo Durán /  Horacio Zeballos, 6–2, 7–5